# نعل درگاه

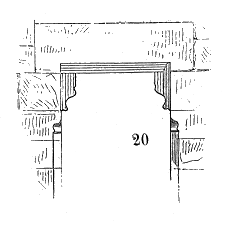
نعل درگاه (تیر اففی).

نَعلِ دَرگاه به قطعه چوب یا تیرکی (فلزی) گفته می‌شود که در قسمت فوقانی پنجره گذاشته می‌شود و وظیفه آن تحمل بار آجر و سایر اجزا فوقانی می‌باشد.
نعل درگاه‌هایی که معمولاً تزئین می‌شوند فرسب نامیده می‌شوند.
نعل درگاهی‌ها تیرهایی هستند که جهت انتقال بارهای ثقلی قسمت بالای بازشو به دیوارهای طرفین بازشو به کار می‌روند. 
‌از جمله موارد ضعف که در ساختمان‌های ساخته شده خشتی دیده می‌شود، عدم وجود نعل درگاه یا امتداد نیافتن نعل درگاه بر روی دیوارهای طرفین بازشو می‌باشد که در نهایت باعث تخریب دیوار خواهد شد.
دو انتهای نعل درگاهی باید در بالای ستون یا دیوارها به گونه‌ای قرار داده شود که وزن روی نعل درگاهی تماما به ستون‌ها و یا دیوارها منتقل شود. به سطحی از دیوار یا ستون که دو انتهای نعل درگاهی روی آن قرار می‌گیرد، تکیه‌گاه می‌گویند. هر چه در گاهی عریض‌تر باشد، به همان نسبت نعل درگاهی نیز عريض‌تر خواهد بود و بار بیشتری را تحمل می‌کند. حداقل ارتفاع نعل درگاهی‌ها برابر ۱۵ سانتی‌متر است. نحوه پخش بار بر روی نعل درگاهی‌های آجری به شکل یک مثلث و با زاویه ۶۰ درجه است.
ترک در نعل درگاه:
به علت‌های زیر ، نعل درگاه و سطوح زیر آن می‌شکنند: 
‌‌‌الف) در اثر نشست ستون زیر نعل درگاه، به علت اهرم شدن آن ، برش افقی به وجود آید. ب) برش‌های عمودی به خاطر وجود پیوند و اثر نیروهای فشاری در امتداد تیر نعل درگاه و برش‌های طولی بعد از مقدار گیر نعل درگاه به وجود می‌آید که در هر دو حالت ، جداره ترک‌ها را می‌تراشیم ، باز می‌کنیم و سپس گرد آن را می گیریم .
بعد محل مرطوب شده را با اصطلاحاً گچ تیزون ( زودگیر) پر می‌کنیم و زمینه را با کشته‌کشی آماده می‌کنیم و سپس ترک‌ها را به ترتیب ترمیم و تعمیر می کنیم. 
دو انتهای نعل درگاهی باید در بالای ستون یا دیوارها به گونه ای قرار داده شود که وزن روی نعل درگاهی تماما به ستون ها و یا دیوارها منتقل شود . به سطحی از دیوار یا ستون که دو انتهای نعل درگاهی روی آن قرار می گیرد، تکیه گاه می گویند . هر چه در گاهی عریض تر باشد ، به همان نسبت نعل درگاهی نیز عريض
تر خواهد بود و بار بیشتری را تحمل می کند. حداقل ارتفاع نعل درگاهی ها برابر ۱۵ سانتی متر است. نحوه پخش بار بر روی نعل درگاهی های آجری به شکل یک مثلث و با زاویه ۶۰ درجه است.

#### عملکرد و هدف از نعل درگاهی
نعل درگاه معمولا در قسمت بالای درها و پنجره‌ها قرار دارد و وظیفه آن نگهداری مصالحی است که روی آن چیده می شود . پایه های نعل درگاه ممکن است از جنس آجر ، بتن یا سنگ باشد.

#### انواع نعل درگاه ها و روش اجرای آنها

##### 1 _ نعل درگاه آجری ( قوس آجری )
این نوع پوشش از زمان های گذشته تا به حال در منازل مسکونی و بناهای عمومی و سنتی معمول بوده است . برای نعل درگاهی می توان از انواع قوس‌های تخت ، هلالی، نیم دایره ، نیم بیضی ، مربع ، شاخ بزی و هفت و پنج استفاده نمود. در ابتدا با توجه به فاصله دهانه درگاهی ، شکل قوس مورد نظر را ترسیم کرده ، سپس یک قالب از جنس گچ یا چوب ساخته و بر روی پایه های قوس قرار می دهند، سپس قوس آجری را با استفاده از آجر مرغوب و ملات گچ یا گچ و خاک، بر روی قالب نصب می کنند که پس از خشک شدن، قالب برداشته می شود . معمولا برای حفظ زیبایی قوس ، کتیبه بالای در و پنجره را با همان قوس ساخته و نصب می کنند و گاهی برای زیبایی بیشتر، کتیبه آنها را به شکل های هنری و تزیینی میسازند که به آن گره سازی می گویند و داخل گره را با شیشه های رنگی پر می‌کنند.

##### 2 _ نعل درگاه چوبی
این نعل درگاه را از تیرهای مقاوم چوبی با مقطع گرد می سازند. دو تیر چوبی در طرفین و روی تکیه گاه طوری قرار داده می شوند که تیرها به اندازه ۳۰ سانتی متر از طرفین بر روی تکیه گاه ها قرار گیرد، برای جلوگیری از غلتیدن تیرهای گرد، قسمت وسط و دو سر تیرها را با قطعات چوبی و میخ به یکدیگر متصل می‌کنند. تیرهای چوبی را باید قبل از مصرف به سموم ضد موریانه آغشته نمود تا از نفوذ موریانه و حشرات موذی دیگر به داخل آن ها جلوگیری شود.

## نگارخانه

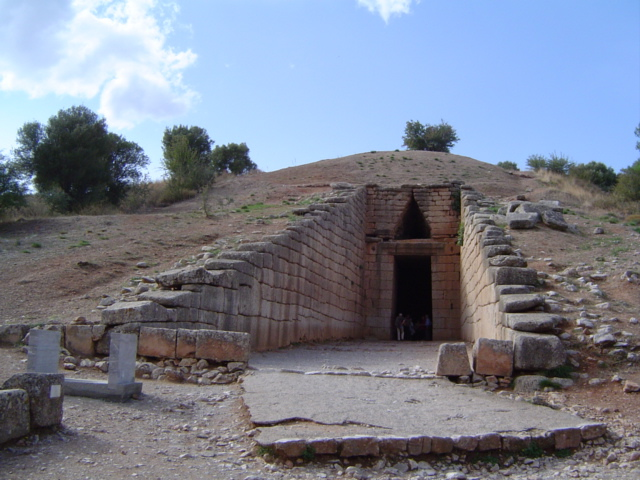
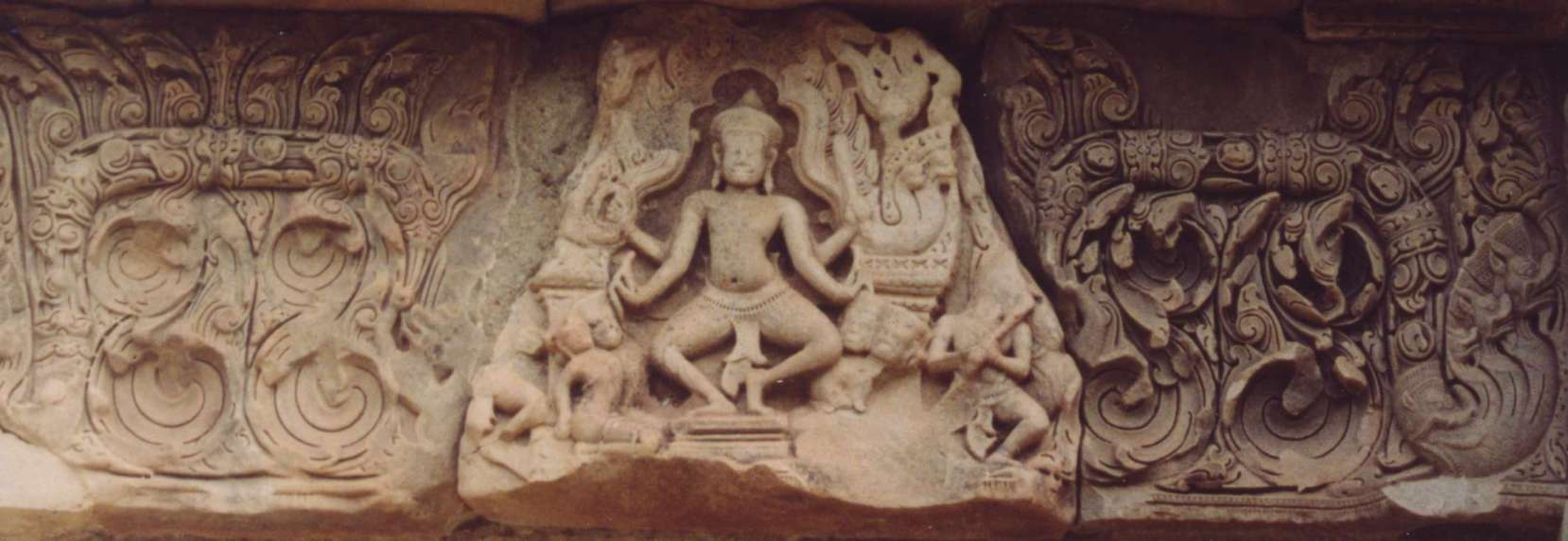
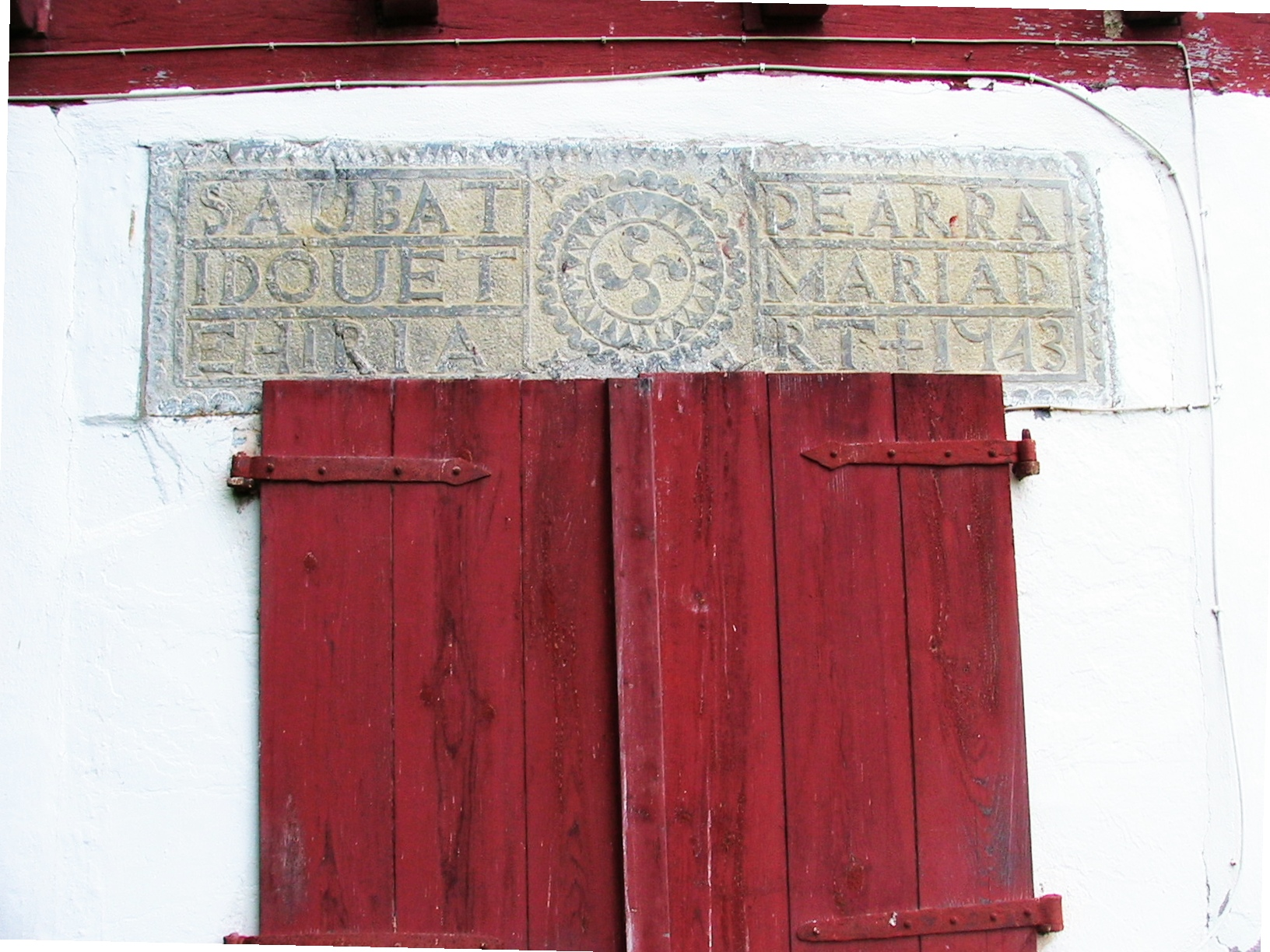
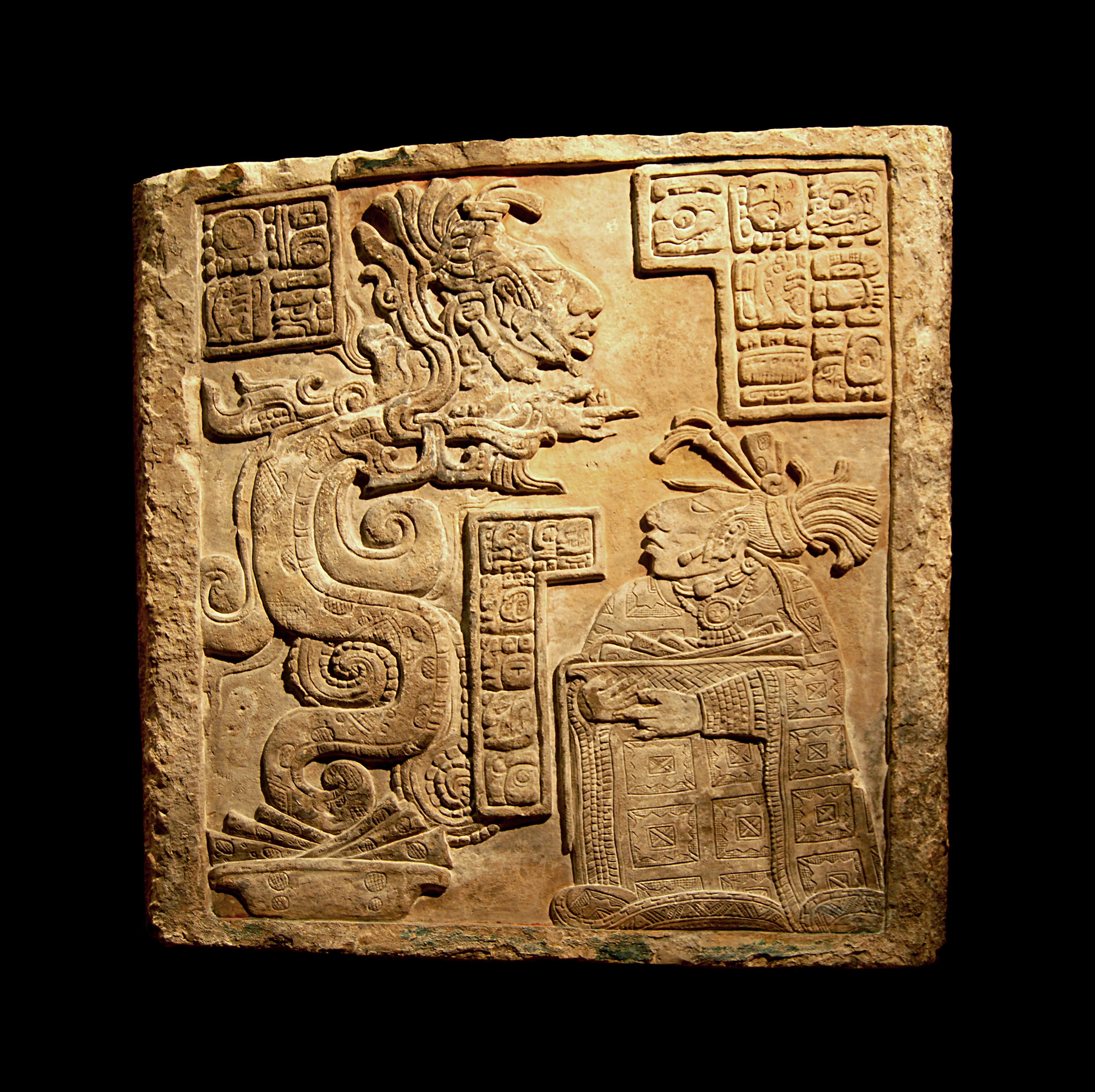
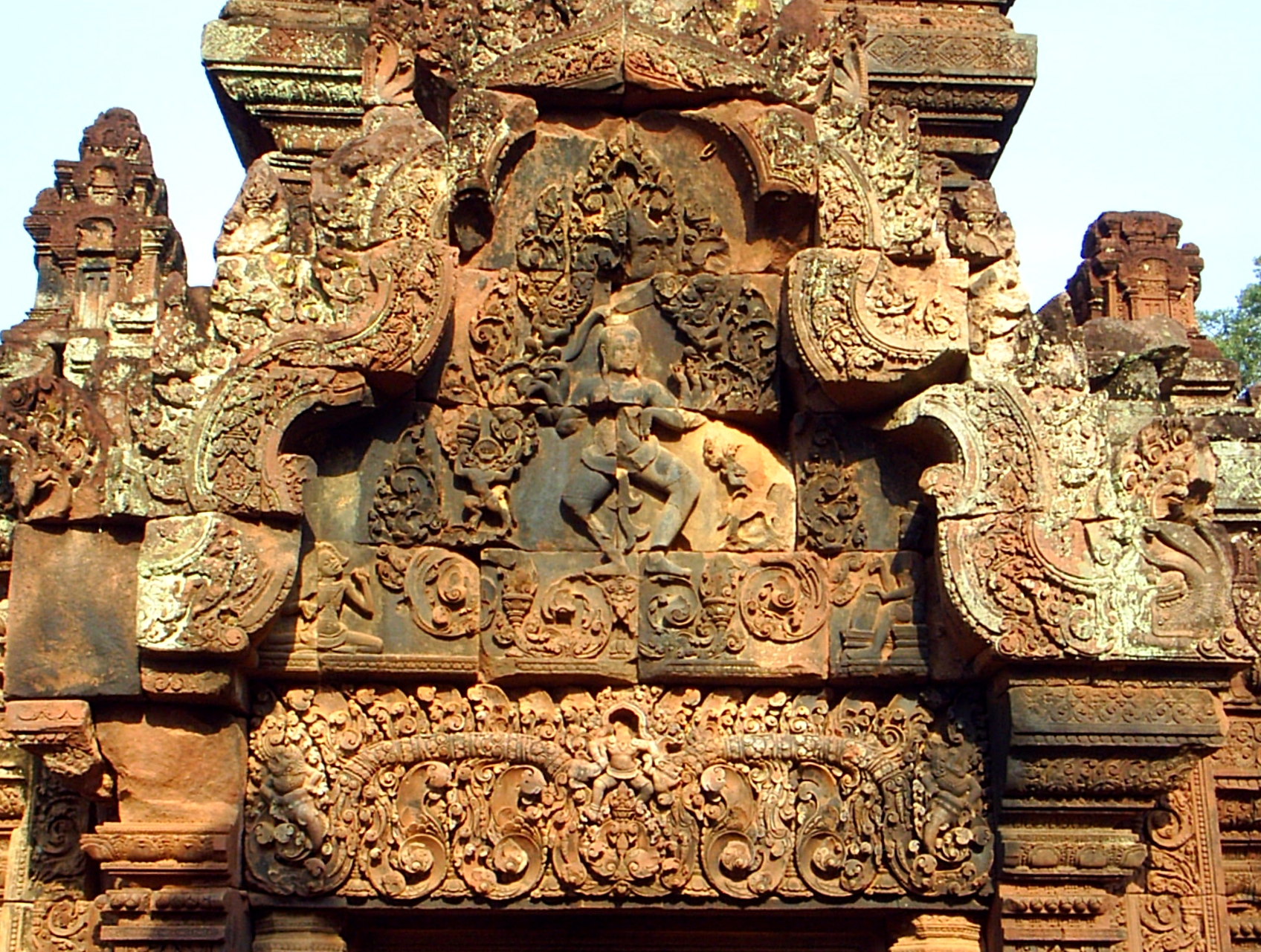
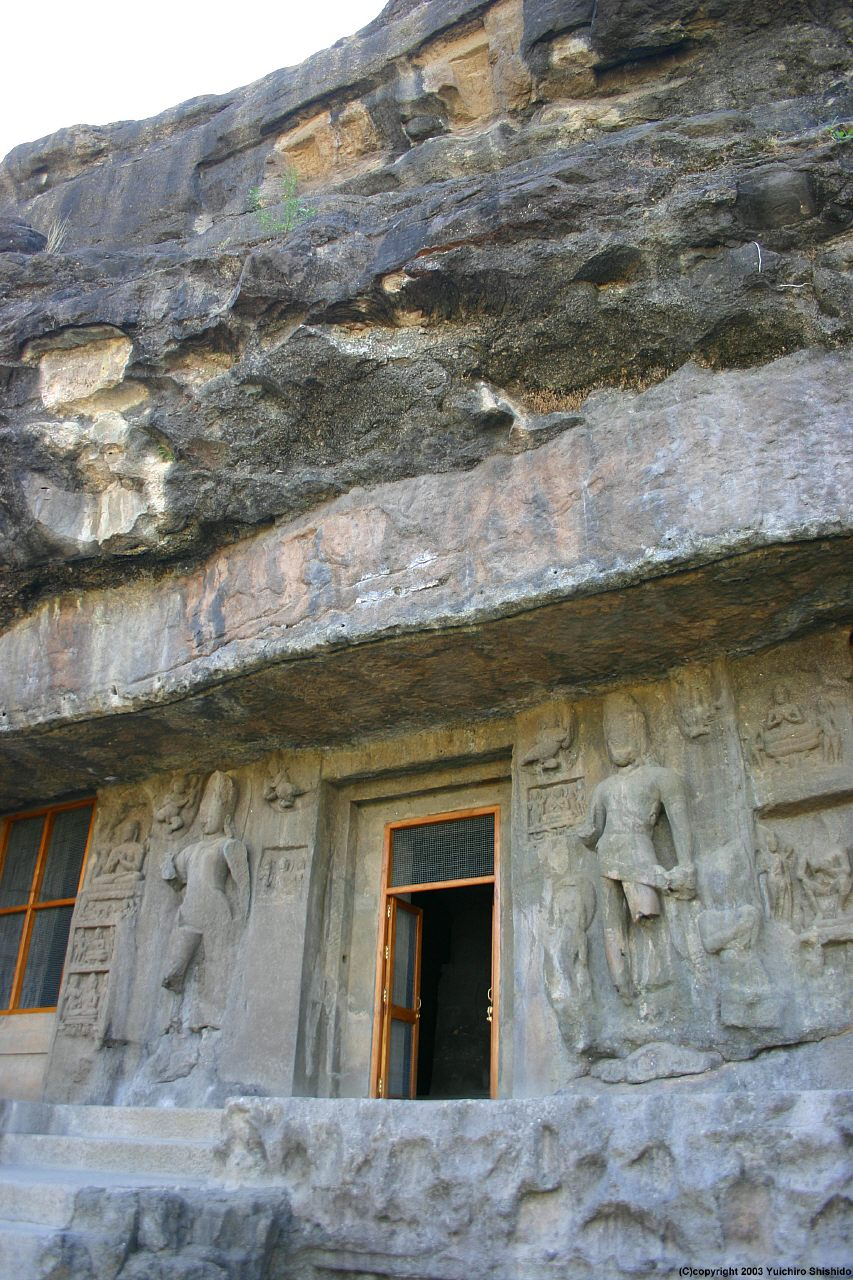
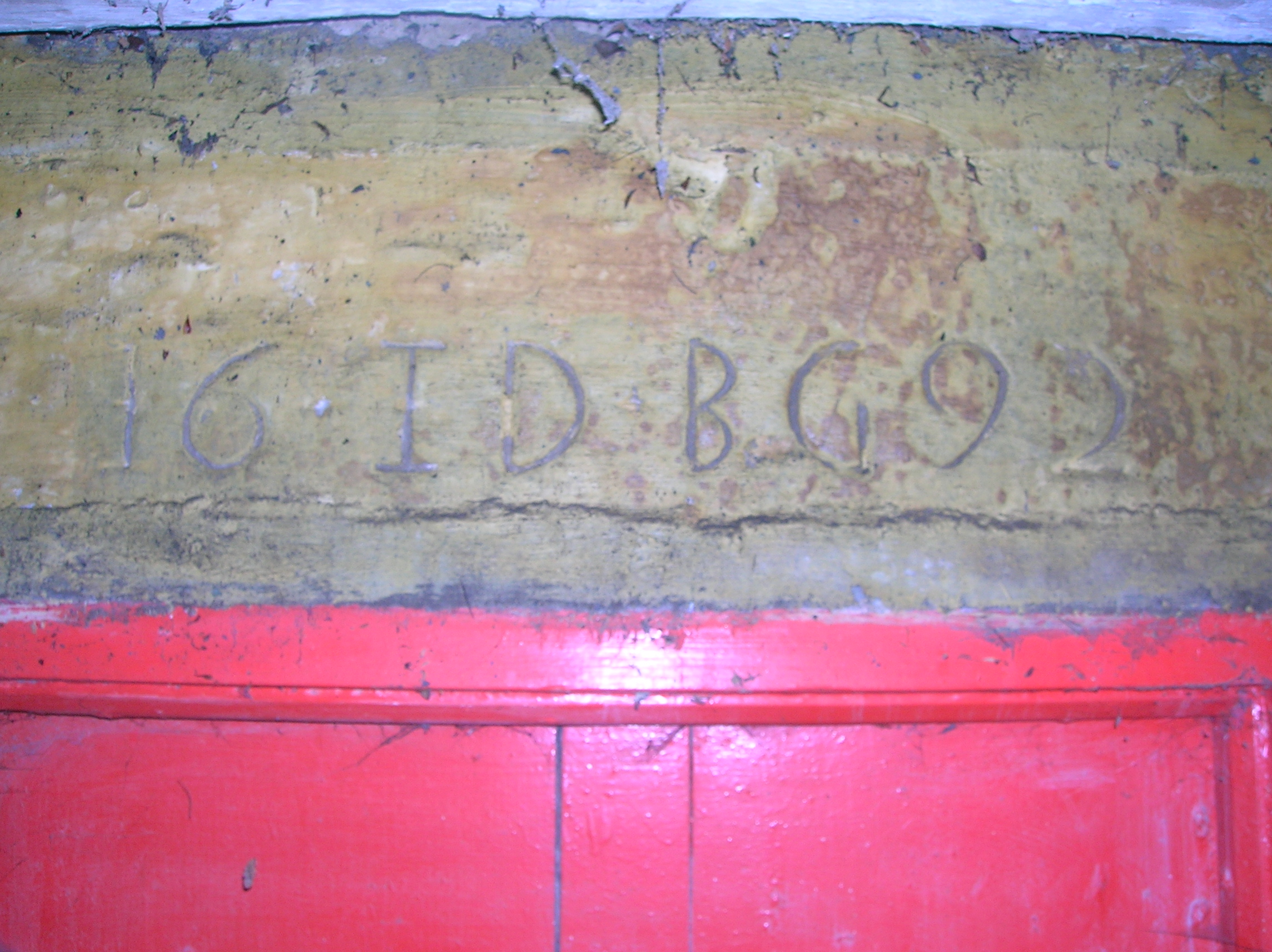

1. ↑  «عمران آنلاين». بایگانی‌شده از اصلی در ۱ اوت ۲۰۱۸. دریافت‌شده در ۳۱ ژوئیه ۲۰۱۸.
2. ↑  ترابی اصفهانی رضا،کتاب آشنایی با اجزای اصلی ساختمان پارس بوک.
3. ↑  «نسخه آرشیو شده». بایگانی‌شده از اصلی در ۲۷ فوریه ۲۰۱۴. دریافت‌شده در ۱۸ اوت ۲۰۱۳.
4. ↑  ترابی اصفهانی رضا،کتاب آشنایی با اجزای اصلی ساختمان پارس بوک .